# Magnólialombjáró
A magnólialombjáró (Setophaga magnolia)  a madarak osztályának verébalakúak (Passeriformes) rendjébe és az újvilági poszátafélék (Parulidae) családjába tartozó faj.

## Rendszerezése
A fajt Alexander Wilson amerikai ornitológus írta le 1811-ben, a Sylvia nembe Sylvia magnolia néven. Sokáig a Dendroica nembe sorolták Dendroica magnolia vagy Dendroica maculosa néven.

## Előfordulása
Kanadában, az Amerikai Egyesült Államokban fészkel. Telelni Mexikóba, a Karib-térségbe, Közép-Amerikába és Dél-Amerika északi részére vonul. Kóborlásai során eljut Európába is.
Természetes élőhelyei a mérsékelt övi erdők, szubtrópusi és trópusi síkvidéki erdők és cserjések.

## Megjelenése
Testhossza 13 centiméter, szárnyfesztávolsága 20 centiméter, testtömege 6-15 gramm.
|  |  |

## Életmódja
A leveleken keresi ízeltlábúakból álló táplálékát.

## Természetvédelmi helyzete
Az elterjedési területe rendkívül nagy, egyedszáma pedig növekszik. A Természetvédelmi Világszövetség Vörös listáján nem fenyegetett fajként szerepel.